# Stazione di Maesawa
La stazione di Maesawa (前沢駅?, Maesawa-eki) è una fermata ferroviaria situata nella cittadina di Maesawa, nella prefettura di Iwate, ed è servita dalla linea principale Tōhoku della JR East.

## Linee ferroviarie
East Japan Railway Company
■ Linea principale Tōhoku

## Struttura
La fermata è costituita un marciapiede laterale e uno a isola collegati da sovrappassaggio con tre binari passanti. La biglietteria è aperta dalle 6:50 alle 16:30.
| 1 | ■ Linea principale Tōhoku | per Kitakami e Morioka          |
| 2 | Binario di servizio       |                                 |
| 3 | ■ Linea principale Tōhoku | per Ichinoseki, Kogota e Sendai |

## Stazioni adiacenti
| «                       | Servizio                | »                       |
| Linea principale Tōhoku | Linea principale Tōhoku | Linea principale Tōhoku |
| ----------------------- | ----------------------- | ----------------------- |
| Hiraizumi               | Locale                  | Rikuchū-Orii            |